# Sortehavsflåden
Sortehavsflåden (russisk: Черноморский флот, Tjernomorskij flot) er den russiske marines flåde i Sortehavet, Azovhavet og i Middelhavet.
Sortehavsflåden blev grundlagt den 13. maj 1783 af Grigorij Potemkin som en del af Den kejserlige russiske flåde. Ved kejserrigets sammenbrud sluttede de fleste af den russiske flådes fartøjer i Sortehavet sig til Den hvide hær under Pjotr Wrangel, der i forbindelse med den hvide hærs nederlag i borgerkrigen flygtede til Middelhavet. De resterende dele af Sortehavsflåden blev overtaget af Russiske SFSR og i 1922 af Sovjetunionen, hvor Sortehavsflåden blev en del af Sovjetunionens flåde. Ved Sovjetunionens sammenbrud i 1991 blev af Sortehavsflåden overtaget af Den Russiske Føderation, der også overtog størstedelen af flådens fortøjer.
Sortehavsflåden har sit hovedkvarter i Sevastopol på Krim. Udover hovedkvarteret i Sevastopol, administreres Sortehavsflåden fra forskellige steder nær Sortehavet og Azovhavet, herunder Krasnodar kraj, Rostov oblast og Krim. Pr. september 2023 er øverstkommanderende for Sortehavsflåden Vice-admiral Viktor Sokolov, der blev udnævnt efter afskedigelsen af Igor Osipov, der havde bestridt posten siden maj 2019. Den 25. september 2023 meddelte Ukraine, at Sokolov var omkommet under et angreb på Sortehavsflådens hovedkvarter.; dødsfaldet er dog ikke officielt bekræftet.

## Historie

### Den kejserlige russiske flåde
Sortehavsflåden anses at være grundlagt af fyrst Grigorij Potemkin den 13. maj 1783 samtidig med grundlæggelsen af byen Sevastopol, der den dag i dag udgør Sortehavsflådens primære flådebase. Sortehavsflåden har været under kommando af højt estimerede admiraler som Dmitrij Senjavin og Pavel Nakhimov og er af stor historisk og politisk betydning for Rusland. Under Den russisk-tyrkiske krig (1787-1792) opnåede Rusland kontrol med Krim bl.a. ved hjælp af Sortehavsflåden, der i 1790 under admiral Fjodor Usjakov besejrede den osmanniske flåde under slaget ved Kertjstrædet og derved forhindrede osmannerne i at landsætte tropper på Krim til støtte for den osmanniske vasal, Krim-khanatet.
Under Revolutionskrigene deltog Sortehavsflåden under kommando af Admiral Usjakov i indtagelsen af Korfu i Middelhavet, der var overtaget af Frankrig. I operationen deltog Den osmanniske flåde på samme side som russerne. Indtagelsen af Korfu førte til dannelsen af Den Septinsulære Republik, der fungerede som base for Sortehavsflådens enheder i Middelhavet i krigene mod Frankrig. Frankrig opildnede senere osmannerne til at erklære krig mod Rusland, hvorved Den russisk-tyrkiske krig (1806-1812) blev en realitet. Den russiske flåde (hvoraf størstedelen dog kom fra Østersøflåden) spillede en vigtig rolle i denne konflikt, og opnåede sejre ved slaget ved Dardanellerne og ved slaget ved Athos.
Efter afslutningen af Napoleonskrigene var Sortehavsflåden (med forstærkninger fra Østersøflåden), sammen med britiske og franske flådeenheder aktive under den græske uafhængighedskrig, hvor flåden i 1827 besejrede den osmanniske flåde ved slaget ved Navarino og derved var medvirkende til at sikre den græske selvstændighed. Tyrkernes lukning af Dardanellerne resulterede i atter en konflikt med Osmannerriget under Den russisk-tyrkiske krig (1828-29), der medførte, at russerne tilkæmpede sig yderligere territorium ved den østlige del at Sortehavet.
Sortehavsflådens adgang til Middelhavet var begrænset af den tyrkiske kontrol med Bosporusstrædet og Dardanellerne, hvilken begrænsning har haft stor betydning i russisk udenrigspolitik, og som flere gange har givet anledning til konflikt med Osmannerriget og andre stormagter. Efter 1841 var Sortehavsflåden formelt lukket inde i Sortehavet som følge af Londonkonventionen. Indenfor Sortehavet var russerne dog den dominerende magt. I 1853 destruerede Sortehavsflåden den osmanniske flåde ved slaget ved Sinope, efter at osmannerne havde erklæret Rusland krig. Den overlegne russiske sejr over osmannerne fik imidlertid England og Frankrig til at intervenere, hvorved krigen udviklede sig til Krimkrigen, hvor det lykkedes de britiske og franske tropper at landsætte tropper på Krim og indtage Sevastopol.
Ved fredsslutningen blev Sortehavet gjort til demilitariseret zone. Efter den russisk-tyrkiske krig (1877-1878) påbegyndte Rusland en genopbygning af Sortehavsflåden.
Sortehavsflåden spillede en vigtig politisk rolle under den Russiske Revolution i 1905, da besætningen på Sortehavsflådens slagskib Potemkin i 1905 begik mytteri, hvorved revolutionen spredte sig til hær og flåde. Begivenhederne i 1905 anses som en forløberen for revolutionerne i 1917.

### 1. verdenskrig og Den russiske borgerkrig
Under 1. verdenskrig fandt der en række træfninger sted mellem Sortehavsflåden og den osmanniske flåde i Sortehavet. Osmannerne havde oprindeligt en fordel af at kunne råde over en tysk slagkrydser, SMS Goeben, men efter at Sortehavsflåden modtog to moderne russiske dreadnoughts Imperatritsa Marija og Imperatritsa Ekaterina Velikaja bygget i Mykolaiv, overtog russerne initiativet i Sortehavet, indtil den russiske stat kollapsede i november 1917 ved den kommunistiske magtovertagelse.
I april 1918 invaderede ukrainske og tyske tropper Krim for at nedkæmpe bolsjevikkerne og for at overtage Sortehavsflåden, der lå for anker i Sevastopol. Operationen lykkedes, og den 29. april 1918 blev det ukrainske flag hejst i Sevastopol af den tidligere russiske stabschef Mikhail Sablin. Ukrainerne overførte to slagskibe og 14 destroyere til Novorossijsk for at undgå, at de faldt i tyskernes hænder. Lenin beordrede skibende sænket, men Sablin nægtede at efterkomme ordren. De fleste af skibene blev returneret til Sevastopol, hvor tyskerne overtog dem indtil november 1918, hvor de allierede overtog skibene i forbindelse med Tysklands kapitulation. De allierede overgav herefter skibene til Den Hvide hærs flåde under Pjotr Wrangel.
I 1919, efter ophøret af centralmagternes besættelse af det sydvestlige Rusland, blev etbleret en "Rød" flåde i Ukraine på grundlag af de rester, der var tilbage af den russiske Sortehavsflåde. De fleste af disse skibe blev dog enten skrottet eller beslaglagt af de allierede under de allieredes intervention i Den russiske borgerkrig. Under den kaotiske politiske militære situation i det sydlige Rusland under borgerkrigen lykkedes det de allierede at indtage Odessa, Sevastopol flere andre byer og områder. De fleste af Sortehavsflådens fartøjer blev en del af Wrangels Flåde. Efter De Hvides nederlag i borgerkrigen og evakueringen af De Hvide fra Krim, sejlede Wrangels flåde til Tunesien. En del af skibene blev senere overtaget af Frankrig.

### Sovjetunionens flåde
Ved den hvide hærs nederlag i borgerkrigen overtog Sovjetunionens regering kontrol med alle flådeenheder. De få skibe, der var tilbage af Sortehavsflåden, blev skrottet i 1920'erne og i stedet blev iværksat et større oprustningsprogram i 1930'erne. Der blev bygget mere end 500 nye skibe i perioden, ligesom der blev foretaget en massiv opgradering af flådens infrastruktur på land.
Under 2. verdenskrig rykkede aksemagterne under ledelse af Nazi-Tyskland hurtigt frem i det sydlige Rusland, men det lykkedes Sortehavsflåden at yde tyskerne kvalificeret modstand trods store tab under belejringen af Odessa og under slaget om Sevastopol.
Ved afslutningen af 2. verdenskrig havde Sovjetunionen fuld kontrol over området omkring Sortehavet. Sovjetunionen kontrollerede hele nord- og øst-delen af Sortehavet, og der var indsat pro-sovjet regeringer i Rumænien og Bulgarien. Som senere medlemmer af Warszawapagten supplerede Rumæniens og Bulgariens flåder Sortehavsflåden. Kun Tyrkiet var udenfor Sovjetblokken. Sovjetunionen lagde pres på Tyrkiet for at opnå fælles kontrol med Bosporus, et ønske som Tyrkiet nægtede. Det sovjetiske pres fik Tyrkiet til 1952 at blive optaget i NATO, hvorved Bosporusstrædet kom under den vestlige indflydelsessfære. Montreux-konventionen om stræderne nær Sortehavet fra 1936 var (og er) dog stadig gældende, hvorved Sovjetunionen fortsat havde adgang til passage af stræderne, ligesom Sortehavsflåden (og andre landes flåder) fortsat er undergivet visse restriktioner, herunder kan der ikke passere krigsskibe på mere end 15.000 tons gennem stræderne, ligesom der ikke er tilladt hangarskibe at passere. Russiske skibe, der medfører fly, er af denne årsag designeret som "fly-medbringende krydsere".

Under den kolde krig udgjorde enheder fra Sortehavsflåden sammen med enheder fra Nordflåden Femte Operative Eskadre i Middelhavet, der konfronterede den amerikanske flåde bl.a. under Yom Kippur-krigen i 1973.

## Efter Sovjetunionens opløsning
Ved Sovjetunionens opløsning og Warszawapagtens ophør blev Ruslands strategiske position i Sortehavet væsentligt forringet. Den militære betydning af Sortehavsflåden blev reduceret som følge af kraftige besparelser, tab af territorium og bortfald af allierede. Tabet af Krim var en væsentlig faktor i denne udvikling, idet Sortehavsflåden nu var placeret i et fremmed land, ligesom Sortehavsflådens aktiver blev delt. I 1992 var en væsentlig del af personalet, materielet og installationerne på landjorden undergivet Ukraines jurisdiktion. Ukraines regering etablerede sin egen flåde baseret på Sortehavsflådens aktiver og flere besætninger og landinstallationer erklærede sig for ukrainske. Den overvejende del af officererne erklærede sig dog loyale overfor Den Russiske Føderation.

### Russisk-ukrainsk fælles flåde og dennes deling
For at løse problemerne indgik Rusland og Ukraine en midlertidig traktat, hvor der blev etableret en fælles russisk-ukrainsk sortehavsflåde under fælles kommando (og under det tidligere Sovjetunionens flag), indtil der kunne opnås en aftale om deling af flådens aktiver. Den fælles flåde var dog primært domineret af Rusland, og flertallet af mandskabet søgte om russisk statsborgerskab.
Den 28. maj 1997 underskrev Rusland og Ukraine aftaler om deling af den fælles sortehavsflåde. Samtidig fik Rusland ret til at leje størstedelen af den russiske flådes faciliteter i Ukraine i en periode indtil 2017. I 2009 meddelte Ukraines regering under Viktor Jusjtjenko, at lejemålet ikke ville blive forlænget, og at den russiske flåde skulle forlade Sevastopol i 2017. I 2010 blev lejeaftalen dog genforhandlet, således at Rusland kunne bibeholde sin flådebase frem til 2042 med mulighed for forlængelse i yderligere fem år. Aftalen vakte stor modstand internt i Ukraine.
Forholdet mellem Ukraine og Rusland forblev dog anstrengt. I juni 2009 forlangte Ukraine, at Ukraine ved årets udgang ville stå for Sortehavsflådens sikkerhed, og at alle officerer fra den russiske sikkerhedstjeneste FSB skulle forlade Ukraine. Rusland afviste, at Ukraine kunne tage et sådant skridt, og at Ukraine handlede i strid med de indgåede aftaler. I 2010 blev indgået en aftale, hvorefter russiske efterretningsofficerer kunne vende tilbage til flådebasen i Sevastopol.

### Georgiens deltagelse i delingen af Sortehavsflåden
Georgien, der havde været en del af Sovjetunionen som Georgiske SSR forlangte også en andel af Sortehavsflåden i forbindelse med dennes deling, herunder 32 fartøjer, der havde været udstationeret i Georgiens havneby Poti. Georgien var dog ikke en del af Fællesskabet af Uafhængige Stater (SNG) og derfor ikke en del af de oprindelige forhandlinger om delingen af flåden. Georgien fremsatte i 1996 atter krav om deltagelse i flådens deling og Ruslands afvisning af kravene var med til at forværre forholdet mellem de to lande. Ukraine støttede dog Georgiens krav og overlod en række patruljefartøjer til Georgien, ligesom Ukraine bistod med uddannelse af georgiske mandskaber, men kunne ikke få Georgien med i den endelige aftale om deling af flåden. Der blev dog indgået aftale om, at en del af Georgiens gæld til Rusland blev eftergivet mod at Georgien frafaldt sine krav.
Georgiens flåde ophørte med at eksistere i 2009, hvor den blev overført til landets kystbevogtningsenhed.

### Russisk annektering af Krim
Den politiske krise i Ukraine i 2014 bredte sig hurtigt til Krim, hvor separatistbevægelsen stod stærkt. Der blev hurtigt arrangeret en folkeafstemning på Krim, der viste et overvældende flertal for optagelse i Den Russiske Føderation. Folkeafstemningen er omstridt, tillige med Ruslands rolle i forløbet. Det er omstridt, hvilken rolle den russiske Sortehavsflåde spillede i begivenhederne, herunder beslutningen om ikke at tillade den ukrainske flåde af sejle ud af Sevastopol. Ukrainsk militær og flåde trak sig ud af Krim. 54 ud af 67 skibe fra den ukrainske flåde blev overtaget af Sortehavsflåden, men der blev senere indgået aftale om at returnere skibene til Ukraine.

### Oprustning af Sortehavsflåden
Den russiske annektering af Krim i 2014 medførte en væsentlig ændring af Sortehavsflåden og dennes rolle. Allerede inden annekteringen havde Rusland i 2010 meddelt, at Sortehavsflåden inden 2020 som led i en modernisering ville blive udbygget med 15 nye krigsskibe og ubåde inden 2020. De nye skibe skulle bl.a. afløse ældre skibe, der blev ophugget. Udover opgradering af skibe er der også sket en opgradering af flådens luftstyrker, hvor forældede fly af typen Beriev Be-12 ville blive udskiftet med Il-38'ere. Sukhoj Su-24M-fly ville samtidig blive opgraderet til Su-24M2.

### Spændinger efter i 2014
Efter Ruslands annektering af Krim er forholdet til Vesten blevet forværret. Der har i 2021 forekommet enkelte militære operationer i Sortehavet, hvor amerikanske og britiske flådefartøjer har patruljeret og er blevet mødt med reaktioner fra Sortehavsflåden.
I 2021 sendte den amerikanske flåde flere fartøjer ind i Sortehavet som led i en NATO-øvelse. Patruljeringen fandt sted samtidig med, at Ukraines præsident Volodymyr Zelenskyj pressede på for Ukraines optagelse i NATO. Rusland sendte en række ubåde og flådefartøjer til havs og flyttede flådefartøjer fra det Kaspiske Hav til Sortehavet, ligesom der blev foretaget en troppeopbygning nær Ukraines grænse som led i en militærøvelse, der faldt sammen med uro i de østlige Ukrainske områder kontrolleret af pro-russiske separatister.
Den 23. juni 2021 sejlede den britiske destroyer HMS Defender på en patrulje i havet omkring Krim. Det russiske forsvarsministerium meddelte, at HMS Defender havde sejlet ind i russisk farvand, og at der var blevet affyret varselsskud. Briterne benægtede, at der var affyret varselsskud.

### Sortehavsflådens rolle i Den russiske invasion af Ukraine 2022
I forbindelse med den russiske invasion af Ukraine i 2022 har Sortehavsflåden været involveret i en række kamphandlinger, ligesom flåden har haft til opgave at blokere ukrainsk adgang til Sortehavet samt affyre missiler med mål i Ukraine.
I forbindelse med krigen mistede Sortehavsflåden en række patruljefortøjer og mindst to landgangsfartøjer, ligesom Sortehavsflåden i april 2022 mistede sit flagskib, krydseren Moskva. Efter tabet af Moskva blev Sortehavsflådens øverstbefalende, Igor Osipov, suspenderet og senere afskediget.